# Történetekkel Felvilágosított Egyházi Beszédek
A Történetekkel Felvilágosított Egyházi Beszédek egy 19. század második felében megjelent nagy terjedelmű magyar vallási könyvsorozat.

## Jellemzői
A sorozat valamennyi kötete tulajdonképpen Huszár Károly római katolikus pap egyházi beszédeit/beszédátdolgozásait tartalmazta, amelyeknek különlegessége – a címben foglaltak szerint –, hogy a szerző igen gazdag kapcsolódó példatárat állított össze az egyes beszédekhez. Ugyan az egyházi beszédekhez más hitszónokok is gyakran alkalmaztak példákat a könnyebb érthetőség és a hallgatóság figyelmének fenntartása végett, Huszár Károly ebben a műfajban mégis nagy hírnévre tett szert a példázatok sokasága és változatossága miatt.
A sorozatnak fakszimile kiadása máig nincs, és antikváriumokban is ritkán fordul elő. Egyes kötetek azonban napjainkban már – különböző helyeken – elektronikusan is elérhetőek, amelyeket az alsó táblázatok megfelelő helyei mutatnak.

## Részei
A sorozat részei a következő kötetek voltak:

### Történetekkel felvilágositott egyházi beszédek minden vasár-, ünnepnap- s több alkalmakra
| Kötetszám             | Megjelenési hely | Megjelenési idő | Oldalszám | Elektronikus elérhetőség  | Megjegyzés                       |
| --------------------- | ---------------- | --------------- | --------- | ------------------------- | -------------------------------- |
| I. kötet (6 füzetben) | Székesfehérvár   | 1854            | ?         | Archive.org, Google Books | 2. kiadás: Székesfejérvár, 1880. |
| II. kötet             | Székesfehérvár   | 1863            | 380+416   |                           | 2 részben. 2. kiadás: 1880.      |
| III. kötet            | Székesfehérvár   | 1869            | 364       |                           | 2. kiadás: 1881.                 |
| IV. kötet             | Székesfehérvár   | 1876            | ?         |                           |                                  |
| V. kötet              | Székesfehérvár   | 1877            | ?         |                           |                                  |
| VI. kötet             | Székesfehérvár   | 1878            | 468       | MANDA                     |                                  |
| VII. kötet            | Székesfehérvár   | 1881            | 547       |                           |                                  |

### Az ur Jézus szenvedése és halála. Történetekkel felvilágosított sz. beszédek a nagybőjtre
- kis, egy kötetes mű, megjelenési helye és ideje: Székesfehérvár, 1860, 64 oldal

### Történetekkel felvilágosított egyházi beszédek Magyar-Erdélyország minden bucsúnapjára
| Kötetszám  | Megjelenési hely | Megjelenési idő | Oldalszám | Elektronikus elérhetőség | Megjegyzés |
| ---------- | ---------------- | --------------- | --------- | ------------------------ | ---------- |
| I. kötet   | Székesfehérvár   | 1873            | 388       |                          |            |
| II. kötet  | Vác              | 1874            | 377       |                          |            |
| III. kötet | Budapest         | 1875            | 418       | MANDA                    |            |

### Történetekkel felvilágosított egyházi beszédek minden lelkipásztorkodási alkalomra
| Kötetszám  | Megjelenési hely | Megjelenési idő | Oldalszám | Elektronikus elérhetőség | Megjegyzés |
| ---------- | ---------------- | --------------- | --------- | ------------------------ | ---------- |
| I. kötet   | Székesfehérvár   | 1873            | 254       |                          |            |
| II. kötet  | Székesfehérvár   | 1874            | ?         |                          |            |
| III. kötet | Székesfehérvár   | 1874            | ?         |                          |            |
| IV. kötet  | Székesfehérvár   | 1875            | ?         |                          |            |

### Történetekkel és magyar közmondásokkal felvilágosított egyházi beszédek a nagybőjtre
| Kötetszám  | Megjelenési hely | Megjelenési idő | Oldalszám | Elektronikus elérhetőség | Megjegyzés |
| ---------- | ---------------- | --------------- | --------- | ------------------------ | ---------- |
| I. kötet   | Székesfehérvár   | 1879            | ?         |                          |            |
| II. kötet  | Székesfehérvár   | 1879            | ?         |                          |            |
| III. kötet | Székesfehérvár   | 1879            | ?         |                          |            |
| IV. kötet  | Székesfehérvár   | 1879            | ?         |                          |            |
| V. kötet   | Székesfehérvár   | 1879            | ?         |                          |            |
| VI. kötet  | Székesfehérvár   | 1879            | ?         |                          |            |
| VII. kötet | Székesfehérvár   | 1879            | ?         |                          |            |

## Egyéb
Bár nem tartozott közvetlenül a sorozatba, de jellemzői miatt bizonyos szinten kapcsolódik hozzá a szerző még egy későbbi műve is: 
- Vasár és ünnepnapi szent olvasmányok magyarázata. Történetekkel felvilágositva, Budapest, 1883, 226 oldal[2]